# Сонтопи (Великопольське воєводство)
Сонтопи (пол. Sątopy, нім. Sontop) — село в Польщі, у гміні Новий Томишль Новотомиського повіту Великопольського воєводства.
Населення — 632 особи (2011).
У 1975-1998 роках село належало до Познанського воєводства.

## Демографія
Демографічна структура станом на 31 березня 2011 року:
|          | Загалом | Допрацездатний вік | Працездатний вік | Постпрацездатний вік |
| -------- | ------- | ------------------ | ---------------- | -------------------- |
| Чоловіки | 311     | 89                 | 203              | 19                   |
| Жінки    | 321     | 77                 | 191              | 53                   |
| Разом    | 632     | 166                | 394              | 72                   |